# Filmjahr 1990
Liste der Filmjahre

◄◄ | ◄ | 1986 | 1987 | 1988 | 1989 | Filmjahr 1990 | 1991 | 1992 | 1993 | 1994 | ► | ►►

Weitere Ereignisse

## Ereignisse
- 31. Januar: Die italienische Premiere von Federico Fellinis Film Die Stimme des Mondes (La voce della luna) findet statt.
- 26. März: Der deutsche Trickfilm Balance von Wolfgang und Christoph Lauenstein wird mit einem Oscar als Bester animierter Kurzfilm ausgezeichnet.
- 28. März: In Frankreich läuft erstmals der Film Cyrano von Bergerac, der viele Auszeichnungen erhalten wird.
- 29. November: Arielle, die Meerjungfrau von der Walt Disney Company wird im deutschsprachigen Raum erstmals aufgeführt.
- Die Sieger der BRAVO-Otto-Leserwahl 1990:
  - Kategorie – männliche Filmstars: Gold Tom Cruise, Silber Patrick Swayze, Bronze Richard Gere
  - Kategorie – weibliche Filmstars: Gold Julia Roberts, Silber Jennifer Grey, Bronze Kirstie Alley

## Top 10 der erfolgreichsten Filme

### Weltweit
Die zehn weltweit erfolgreichsten Filme nach Einspielergebnis.
| Platz           | Filmtitel                    | Einspielergebnis in US-Dollar |
| --------------- | ---------------------------- | ----------------------------- |
| 1.              | Ghost                        | 505.702.588                   |
| 2.              | Home Alone                   | 476.684.675                   |
| 3.              | Pretty Woman                 | 463.406.268                   |
| 4.              | Dances with Wolves           | 424.208.848                   |
| 5.              | Total Recall                 | 261.317.921                   |
| 6.              | Back to the Future Part III  | 244.527.583                   |
| 7.              | Die Hard 2                   | 240.031.094                   |
| 8.              | Presumed Innocent            | 221.303.188                   |
| 9.              | Teenage Mutant Ninja Turtles | 201.965.915                   |
| 10.             | Kindergarten Cop             | 201.957.688                   |
| Kinostarts 1990 |                              |                               |

### In Deutschland
Die zehn erfolgreichsten Filme an den deutschen Kinokassen nach Besucherzahlen (Stand: 14. August 2010):
| Platz | Filmtitel                                                    | Besucher   |
| ----- | ------------------------------------------------------------ | ---------- |
| 1.    | Pretty Woman                                                 | 10.625.337 |
| 2.    | Kuck mal, wer da spricht!                                    | 5.288.722  |
| 3.    | Werner – Beinhart!                                           | 4.900.159  |
| 4.    | Arielle, die Meerjungfrau                                    | 4.695.561  |
| 5.    | Der Rosenkrieg                                               | 4.179.128  |
| 6.    | Ghost – Nachricht von Sam                                    | 3.902.419  |
| 7.    | Der Club der toten Dichter                                   | 3.567.924  |
| 8.    | Die unendliche Geschichte II – Auf der Suche nach Phantásien | 3.231.527  |
| 9.    | Gremlins 2 – Die Rückkehr der kleinen Monster                | 2.578.005  |
| 10.   | Scott & Huutsch                                              | 2.274.012  |

## Filmpreise

### Golden Globe Award
Am 20. Januar findet im Beverly Hilton Hotel in Los Angeles die Golden-Globe-Verleihung statt.
- Bestes Drama: Geboren am 4. Juli von Oliver Stone
- Bestes Musical/Komödie: Miss Daisy und ihr Chauffeur von Bruce Beresford
- Bester Schauspieler (Drama): Tom Cruise in Geboren am 4. Juli
- Beste Schauspielerin (Drama): Michelle Pfeiffer in Die fabelhaften Baker Boys
- Bester Schauspieler (Musical/Komödie): Morgan Freeman in Miss Daisy und ihr Chauffeur
- Beste Schauspielerin (Musical/Komödie): Jessica Tandy in Miss Daisy und ihr Chauffeur
- Bester Nebendarsteller: Denzel Washington in Glory
- Beste Nebendarstellerin: Julia Roberts in Magnolien aus Stahl
- Bester Regisseur: Oliver Stone für Geboren am 4. Juli
- Beste Musik: Alan Menken für Arielle, die Meerjungfrau
- Cecil B. DeMille Award: Audrey Hepburn

### Oscar
Am 26. März findet im Dorothy Chandler Pavilion in Los Angeles die Oscarverleihung statt. Moderator ist Billy Crystal.
- Bester Film: Miss Daisy und ihr Chauffeur von Richard D. Zanuck und Lili Fini Zanuck
- Bester Hauptdarsteller: Daniel Day-Lewis in Mein linker Fuß
- Beste Hauptdarstellerin: Jessica Tandy in Miss Daisy und ihr Chauffeur
- Bester Regisseur: Oliver Stone für Geboren am 4. Juli
- Bester Nebendarsteller: Denzel Washington für Glory
- Beste Nebendarstellerin: Brenda Fricker in Mein linker Fuß
- Bester fremdsprachiger Film: Cinema Paradiso von Giuseppe Tornatore
- Ehren-Oscar: Akira Kurosawa

Vollständige Liste der Preisträger

### Internationale Filmfestspiele von Cannes 1990
Das Festival beginnt am 10. Mai und endet am 21. Mai. Die Jury unter Präsident Bernardo Bertolucci vergibt folgende Preise:
- Goldene Palme: Wild at Heart – Die Geschichte von Sailor und Lula von David Lynch
- Bester Schauspieler: Gérard Depardieu in Cyrano von Bergerac
- Beste Schauspielerin: Krystyna Janda in Verhör einer Frau
- Bester Regisseur: Pawel Lungin für Taxi Blues

### Internationale Filmfestspiele Berlin 1990
Das Festival beginnt am 9. Februar und endet am 20. Februar. Die Jury unter Präsident Michael Ballhaus wählt folgende Preisträger aus:
- Goldener Bär: Music Box – Die ganze Wahrheit von Constantin Costa-Gavras und Skrivánci na niti von Jiří Menzel
- Bester Regisseur: Michael Verhoeven für Das schreckliche Mädchen
- Goldener Ehrenbär: Oliver Stone

### Filmfestspiele von Venedig
Das Festival beginnt am 4. September und endet am 14. September. Die Jury unter Präsident Gore Vidal wählt folgende Preisträger aus:
- Goldener Löwe: Rosenkranz & Güldenstern von Tom Stoppard
- Bester Regisseur: Martin Scorsese für GoodFellas – Drei Jahrzehnte in der Mafia
- Großer Preis der Jury: Jane Campion für Ein Engel an meiner Tafel

### Europäischer Filmpreis
Der Europäische Filmpreis wurde am 2. Dezember in Glasgow verliehen.
- Bester Film: Offene Türen von Gianni Amelio
- Bester Schauspieler: Kenneth Branagh in Henry V.
- Beste Schauspielerin: Carmen Maura in Ay Carmela! – Lied der Freiheit (¡Ay, Carmela!) von Carlos Saura
- Bester Nebendarsteller: Dmitri Pevtsov in Mat von Gleb Panfilow
- Beste Nebendarstellerin: Malin Ek in Der Schutzengel (Skyddsängeln) von Suzanne Osten
- Bester Regisseur: Kenneth Branagh für Henry V.

### Deutscher Filmpreis
- Bester Film: Letzte Ausfahrt Brooklyn von Uli Edel
- Beste Regie: Uli Edel für Letzte Ausfahrt Brooklyn und Bernhard Wicki für Das Spinnennetz
- Beste Hauptdarstellerin: Lena Stolze für Das schreckliche Mädchen
- Bester Hauptdarsteller: Klaus Maria Brandauer für Georg Elser – Einer aus Deutschland

### Nationales Spielfilmfestival der DDR
- Bester Film: Treffen in Travers von Michael Gwisdek
- Beste Regie: Heiner Carow für Coming Out und Rainer Simon für Jadup und Boel
- Bester Hauptdarsteller: Hermann Beyer in Treffen in Travers
- Beste Hauptdarstellerin: Corinna Harfouch in Die Schauspielerin
- Bester Nebendarsteller: Wolfgang Greese in Die Architekten
- Beste Nebendarstellerin: Gudrun Ritter in Verbotene Liebe

### César
- Bester Film: Zu schön für Dich von Bertrand Blier
- Beste Regie: Bertrand Blier für Zu schön für Dich
- Bester Hauptdarsteller: Philippe Noiret für Das Leben und nichts anderes
- Beste Hauptdarstellerin: Carole Bouquet für Zu schön für Dich
- Bester Nebendarsteller: Robert Hirsch für Winter 54
- Beste Nebendarstellerin: Suzanne Flon für La Vouivre
- Bester ausländischer Film: Gefährliche Liebschaften von Stephen Frears

### British Academy Film Award
- Bester Film: Der Club der toten Dichter von Peter Weir
- Beste Regie: Kenneth Branagh für Henry V.
- Bester Hauptdarsteller: Daniel Day-Lewis für Mein linker Fuß
- Beste Hauptdarstellerin: Pauline Collins für Shirley Valentine
- Bester Nebendarsteller: Ray McAnally für Mein linker Fuß
- Beste Nebendarstellerin: Michelle Pfeiffer für Gefährliche Liebschaften
- Bester nicht-englischsprachiger Film: Das Leben und nichts anderes von Bertrand Tavernier

### New York Film Critics Circle Award
- Bester Film: GoodFellas – Drei Jahrzehnte in der Mafia von Martin Scorsese
- Beste Regie: Martin Scorsese für GoodFellas – Drei Jahrzehnte in der Mafia
- Bester Hauptdarsteller: Robert De Niro in GoodFellas – Drei Jahrzehnte in der Mafia und Zeit des Erwachens
- Beste Hauptdarstellerin: Joanne Woodward in Mr. & Mrs. Bridge
- Bester Nebendarsteller: Bruce Davison in Freundschaft fürs Leben
- Beste Nebendarstellerin: Jennifer Jason Leigh in Miami Blues und Letzte Ausfahrt Brooklyn
- Beste Kamera: Vittorio Storaro für Himmel über der Wüste
- Bester ausländischer Film: Das schreckliche Mädchen von Michael Verhoeven

### National Board of Review
- Bester Film: Der mit dem Wolf tanzt von Kevin Costner
- Beste Regie: Kevin Costner für Der mit dem Wolf tanzt
- Bester Hauptdarsteller: Robert De Niro und Robin Williams für Zeit des Erwachens
- Beste Hauptdarstellerin: Mia Farrow in Alice
- Bester Nebendarsteller: Joe Pesci in GoodFellas – Drei Jahrzehnte in der Mafia
- Beste Nebendarstellerin: Winona Ryder in Meerjungfrauen küssen besser
- Bester fremdsprachiger Film: Cyrano von Bergerac von Jean-Paul Rappeneau

### Los Angeles Film Critics Association Awards
- Bester Film: GoodFellas – Drei Jahrzehnte in der Mafia von Martin Scorsese
- Beste Regie: Martin Scorsese für GoodFellas – Drei Jahrzehnte in der Mafia
- Bester Hauptdarsteller: Jeremy Irons in Die Affäre der Sunny von B.
- Beste Hauptdarstellerin: Anjelica Huston in Grifters und Hexen hexen
- Bester Nebendarsteller: Joe Pesci in GoodFellas – Drei Jahrzehnte in der Mafia
- Beste Nebendarstellerin: Lorraine Bracco in GoodFellas – Drei Jahrzehnte in der Mafia
- Bester fremdsprachiger Film: Das Leben und nichts anderes von Bertrand Tavernier

### Weitere Filmpreise und Auszeichnungen
- AFI Life Achievement Award: David Lean
- Amanda: Eine Handvoll Zeit von Martin Asphaug (Bester norwegischer Film), Entfernte Stimmen – Stilleben  von Terence Davies (Bester ausländischer Film)
- American Comedy Awards: Billy Crystal in Harry und Sally (Lustigster Hauptdarsteller), Meg Ryan in Harry und Sally (Lustigste Hauptdarstellerin), Rick Moranis in Eine Wahnsinnsfamilie (Lustigster Nebendarsteller), Julie Kavner in New Yorker Geschichten (Lustigste Nebendarstellerin)
- American Society of Cinematographers Award: Dean Semler für Der mit dem Wolf tanzt
- Australian Film Institute Award: Flirting – Spiel mit der Liebe von John Duigan
- David di Donatello: Offene Türen (Bester italienischer Film) und Der Club der toten Dichter (Bester ausländischer Film)
- Deutscher Kritikerpreis: Sophie Maintigneux
- Directors Guild of America Award: Oliver Stone für Geboren am 4. Juli, Ingmar Bergman (Lebenswerk)
- Ernst-Lubitsch-Preis: Frank Beyer und Wolfgang Kohlhaase für Der Bruch
- Evening Standard British Film Award: Henry V. von Kenneth Branagh
- Genie Award: Jesus von Montreal von Denys Arcand
- Gilde-Filmpreis: Der Club der toten Dichter von Peter Weir (Gold ausländischer Film), Das Spinnennetz von Bernhard Wicki (Gold deutscher Film), Mein linker Fuß von Jim Sheridan (Silber ausländischer Film), Georg Elser – Einer aus Deutschland von Klaus Maria Brandauer (Silber deutscher Film)
- Goya 1990: Twisted Obsession von Fernando Trueba
- Helmut-Käutner-Preis: Wolfgang Kohlhaase
- Independent Spirit Awards 1990: Sex, Lügen und Video von Steven Soderbergh und Mein linker Fuß von Jim Sheridan
- Jupiter: Rain Man von Barry Levinson (Bester Film), Sigourney Weaver in Gorillas im Nebel und Die Waffen der Frauen (Beste Darstellerin), Sean Connery in Indiana Jones und der letzte Kreuzzug (Bester Darsteller)
- Konrad-Wolf-Preis: Heiner Carow
- Louis-Delluc-Preis: Der kleine Gangster von Jacques Doillon und Der Mann der Friseuse von Patrice Leconte
- Nastro d’Argento: Eine Geschichte von Männern und Frauen von Pupi Avati und Der Club der toten Dichter von Peter Weir
- National Society of Film Critics Award: Drugstore Cowboy von Gus Van Sant
- People’s Choice Award: Batman von Tim Burton (Bester Film), Batman von Tim Burton und Magnolien aus Stahl von Herbert Ross (populärstes Filmdrama), Kuck mal, wer da spricht! von Amy Heckerling (populärste Filmkomödie), Dustin Hoffman und Meryl Streep (populärste Schauspieler weltweit), Tom Cruise und Meryl Streep (populärste Schauspieler USA)
- Political Film Society Award für Demokratie: Geboren am 4. Juli von Oliver Stone
- Political Film Society Award für Frieden: Der mit dem Wolf tanzt von Kevin Costner
- Political Film Society Award für Menschenrechte: Miss Daisy und ihr Chauffeur von Bruce Beresford
- Preis der deutschen Filmkritik: Hochzeitsgäste von Niko Brücher
- Robert: Tanzen mit Regitze von Kaspar Rostrup (Bester dänischer Film), Ein kurzer Film über das Töten von Krzysztof Kieślowski (Bester ausländischer Film)
- Festival Internacional de Cine de Donostia-San Sebastián: Briefe von Alou von Montxo Armendáriz (Goldene Muschel)
- Sundance Film Festival: Douglas Street – Das Chamäleon von Wendell B. Harris Jr. (Großer Preis der Jury)
- Toronto International Film Festival: Cyrano von Bergerac von Jean-Paul Rappeneau (Publikumspreis)
- Vancouver International Film Festival: Das schreckliche Mädchen von Michael Verhoeven
- Verleihförderpreis des Internationalen Filmfestivals Freiburg: Piravi von Shaji N. Karun
- Internationales Filmfestival Warschau: Der Club der toten Dichter von Peter Weir (Publikumspreis)
- Writers Guild of America Award: Verbrechen und andere Kleinigkeiten von Woody Allen (Bestes Originaldrehbuch), Miss Daisy und ihr Chauffeur von Alfred Uhry (Bestes adaptiertes Drehbuch)
- Young Artist Award: Der Club der toten Dichter von Peter Weir (Bestes Drama), Eine Wahnsinnsfamilie von Ron Howard (Beste Komödie), Zurück in die Zukunft II von Robert Zemeckis (Bester Fantasyfilm), Arielle, die Meerjungfrau (Bester Zeichentrickfilm), Der Fluch der Wale von Clive Rees (Bester ausländischer Film)

## Geburtstage

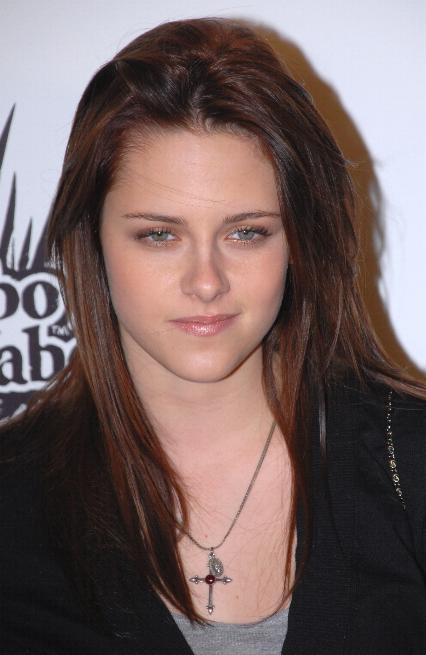
Kristen Stewart (* 9. April)

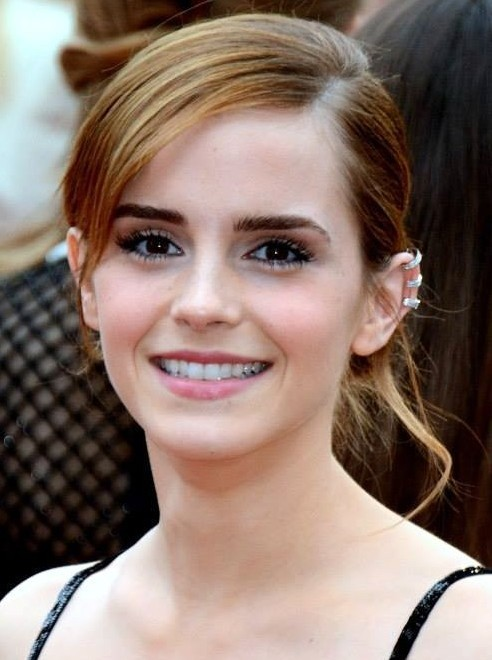
Emma Watson (* 14. April)

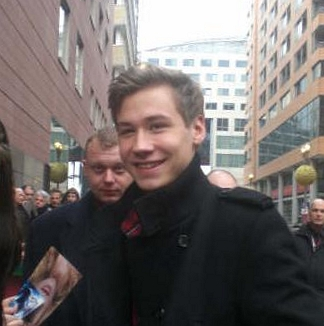
David Kross (* 4. Juli)

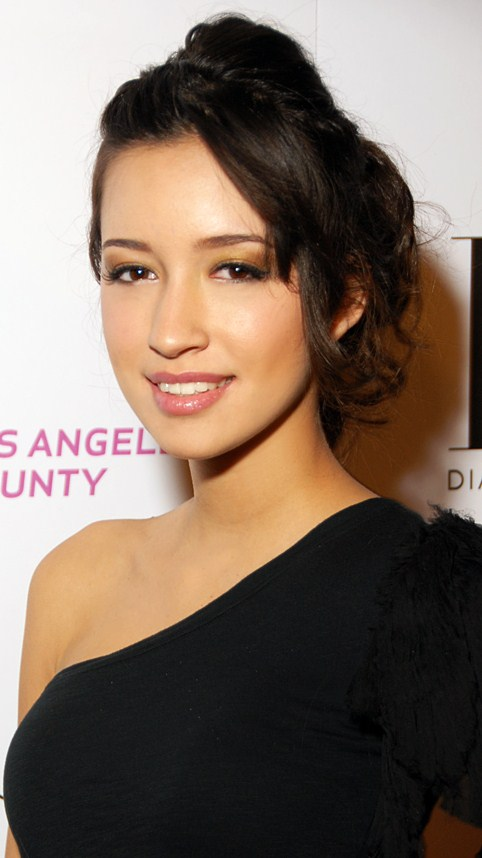
Christian Serratos (* 21. September)

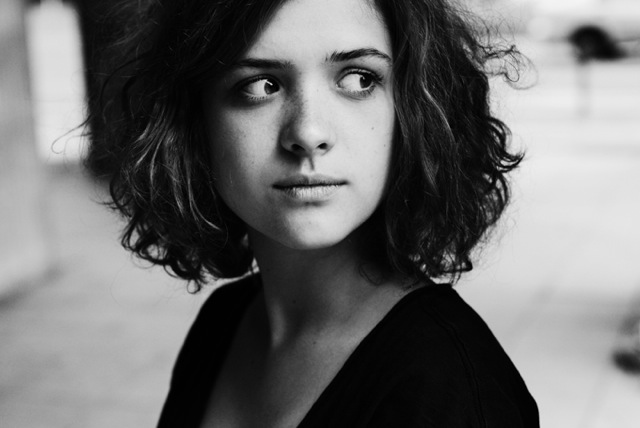
Liv Lisa Fries (* 31. Oktober)

### Januar bis März
- 07. Januar: Liam Aiken, US-amerikanischer Schauspieler
- 12. Januar: Lea Kalbhenn, deutsche Schauspielerin und Synchronsprecherin
- 13. Januar: Liam Hemsworth, australischer Schauspieler
- 21. Januar: Jacob Smith, US-amerikanischer Schauspieler
- 23. Januar: Joel Basman, schweizerischer Schauspieler
- 30. Januar: Jake Thomas, US-amerikanischer Schauspieler

- 05. Februar: Charlbi Dean, südafrikanische Schauspielerin und Model († 2022)
- 09. Februar: Camille Winbush, US-amerikanische Schauspielerin
- 10. Februar: Trevante Rhodes, US-amerikanischer Schauspieler
- 11. Februar: Q’orianka Kilcher, US-amerikanische Schauspielerin
- 14. Februar: Emily Mae Young, US-amerikanische Schauspielerin
- 20. Februar: Anjli Mohindra, britische Schauspielerin

- 01. März: Harry Eden, britischer Schauspieler
- 04. März: Andrea Bowen, US-amerikanische Schauspielerin
- 04. März: Becca Gardner, US-amerikanische Schauspielerin
- 24. März: Keisha Castle-Hughes, australische Schauspielerin
- 26. März: Yūya Yagira, japanischer Schauspieler
- 28. März: Laura Harrier, US-amerikanische Schauspielerin und Model
- 30. März: Cassie Scerbo, US-amerikanische Schauspielerin, Sängerin und Tänzerin

### April bis Juni
- 09. April: Kristen Stewart, US-amerikanische Schauspielerin
- 10. April: Alex Pettyfer, britischer Schauspieler
- 11. April: Daniel Popat, deutscher Schauspieler
- 15. April: Emma Watson, britische Schauspielerin

- 02. Mai: Kay Panabaker, US-amerikanische Schauspielerin
- 16. Mai: Thomas Brodie-Sangster, britischer Schauspieler
- 21. Mai: Scotty Leavenworth, US-amerikanischer Schauspieler
- 30. Mai: Dean Collins, US-amerikanischer Schauspieler

- 02. Juni: Brittany Curran, US-amerikanische Schauspielerin
- 05. Juni: Sophie Lowe, australische Schauspielerin
- 13. Juni: Aaron Taylor-Johnson, britischer Schauspieler
- 20. Juni: Emil Reinke, deutscher Schauspieler
- 23. Juni: Lim Ji-yeon, südkoreanische Schauspielerin

### Juli bis September
- 02. Juli: Margot Robbie, australische Schauspielerin
- 04. Juli: David Kross, deutscher Schauspieler
- 10. Juli: Almila Bagriacik, deutsch-türkische Schauspielerin
- 11. Juli: Connor Paolo, US-amerikanischer Schauspieler
- 13. Juli: Nomzamo Mbatha, südafrikanische Schauspielerin
- 16. Juli: Eddie Hassell, US-amerikanischer Schauspieler
- 23. Juli: Nicole Mieth, deutsche Schauspielerin
- 24. Juli: Daveigh Chase, US-amerikanische Schauspielerin
- 29. Juli: Matt Prokop, US-amerikanischer Schauspieler

- 01. August: Jack O’Connell, britischer Schauspieler
- 09. August: Adelaide Kane, australische Schauspielerin
- 10. August: Lucas Till, US-amerikanischer Schauspieler
- 15. August: Aybi Era, deutsch-türkische Schauspielerin
- 15. August: Jennifer Lawrence, US-amerikanische Schauspielerin
- 17. August: Rachel Hurd-Wood, britische Schauspielerin
- 24. August: Elizabeth Debicki, australische Schauspielerin
- 28. August: Katie Findlay, kanadische Schauspielerin

- 21. September: Christian Serratos, US-amerikanische Schauspielerin
- 29. September: Tierra Abbott, US-amerikanische Schauspielerin

### Oktober bis Dezember
- 18. Oktober: Carly Schroeder, US-amerikanische Schauspielerin
- 22. Oktober: Jonathan Lipnicki, US-amerikanischer Schauspieler
- 31. Oktober: Liv Lisa Fries, deutsche Schauspielerin

- 16. November: Brittney Lee Harvey, US-amerikanische Schauspielerin
- 17. November: Shanica Knowles, US-amerikanische Schauspielerin
- 01. Dezember: Pia Barucki, deutsche Schauspielerin

- 12. Dezember: Andy Magro, italienisch-amerikanisch-deutscher Schauspieler, Sprecher und Synchronsprecher
- 13. Dezember: Nick Roux, US-amerikanischer Schauspieler und Sänger
- 23. Dezember: Anna Maria Perez de Taglé, US-amerikanische Schauspielerin

### Tag unbekannt
- Julia Edtmeier, österreichische Schauspielerin
- Alina Fritsch, österreichische Schauspielerin
- Pauline Fusban, deutsche Schauspielerin
- Aaron Karl, österreichischer Schauspieler und Musiker
- Fanny Krausz, österreichisch-deutsche Schauspielerin
- Mason Lee, US-amerikanischer Schauspieler
- Jana Julia Roth, deutsche Schauspielerin und Synchronsprecherin
- Merlin Sandmeyer, deutscher Schauspieler

## Verstorbene

### Januar bis März
Januar

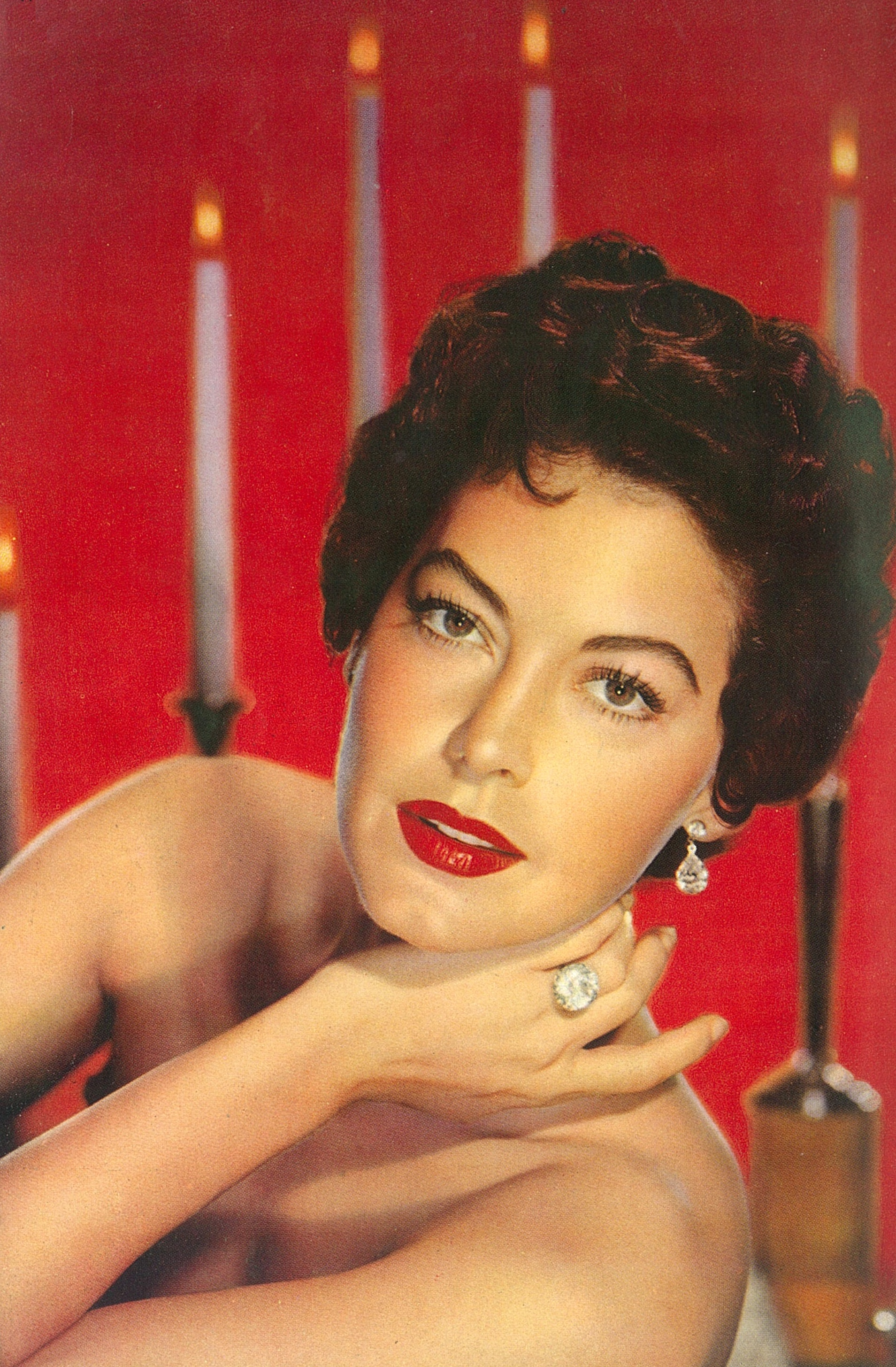
Ava Gardner (1922–1990)

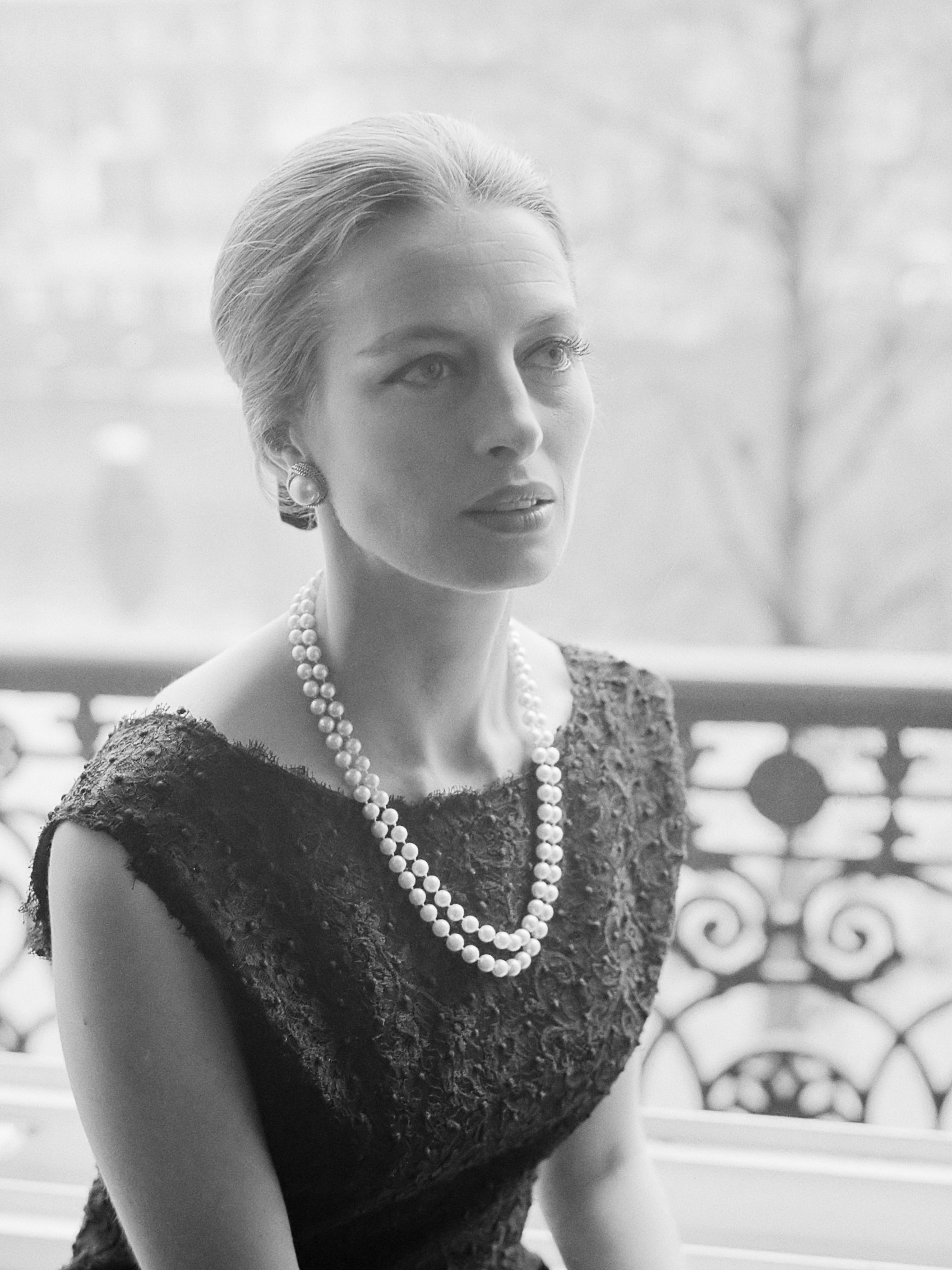
Capucine (1928–1990)

- 04. Januar: Vladimir Ussachevski, russisch-amerikanischer Komponist (* 1911)
- 05. Januar: Arthur Kennedy, US-amerikanischer Schauspieler (* 1914)
- 06. Januar: Ian Charleson, britischer Schauspieler (* 1949)
- 06. Januar: Hans Jaray, österreichischer Schauspieler (* 1906)
- 08. Januar: Terry-Thomas, britischer Schauspieler (* 1911)
- 10. Januar: Lyle R. Wheeler, US-amerikanischer Szenenbildner (* 1905)
- 14. Januar: John Witty, britischer Schauspieler (* 1915)
- 15. Januar: Gordon Jackson, britischer Schauspieler (* 1923)
- 20. Januar: Barbara Stanwyck, US-amerikanische Schauspielerin (* 1907)
- 24. Januar: Madge Bellamy, US-amerikanische Schauspielerin (* 1899)
- 25. Januar: Ava Gardner, US-amerikanische Schauspielerin (* 1922)
- 27. Januar: Daniel Donskoy, deutscher Schauspieler, Regisseur, Theaterproduzent und Musiker
- 27. Januar: Gennadi Michailowitsch Frolow, sowjetischer Schauspieler (* 1961)

Februar
- 000Februar: Willy Krause, deutscher Schauspieler (* 1901)
- 06. Februar: John Merivale, kanadischer Schauspieler (* 1917)
- 07. Februar: Jimmy Van Heusen, US-amerikanischer Komponist (* 1913)
- 08. Februar: Katalin Karády, ungarische Schauspielerin und Sängerin (* 1912)
- 10. Februar: Bill Sherwood, US-amerikanischer Regisseur und Drehbuchautor (* 1952)
- 15. Februar: Henry Brandon, US-amerikanischer Schauspieler (* 1912)
- 17. Februar: Erik Rhodes, US-amerikanischer Schauspieler (* 1906)
- 17. Februar: Dino Falconi, italienischer Drehbuchautor und Regisseur (* 1902)
- 22. Februar: Arthur H. Nadel, US-amerikanischer Regisseur, Produzent und Drehbuchautor (* 1921)
- 26. Februar: Bruno Vailati, italienischer Regisseur (* 1919)

März
- 05. März: Erni Kniepert, österreichische Kostümbildnerin (* 1911)
- 05. März: Gary Merrill, US-amerikanischer Schauspieler (* 1915)
- 17. März: Capucine, französische Schauspielerin und Model (* 1928)

### April bis Juni
April

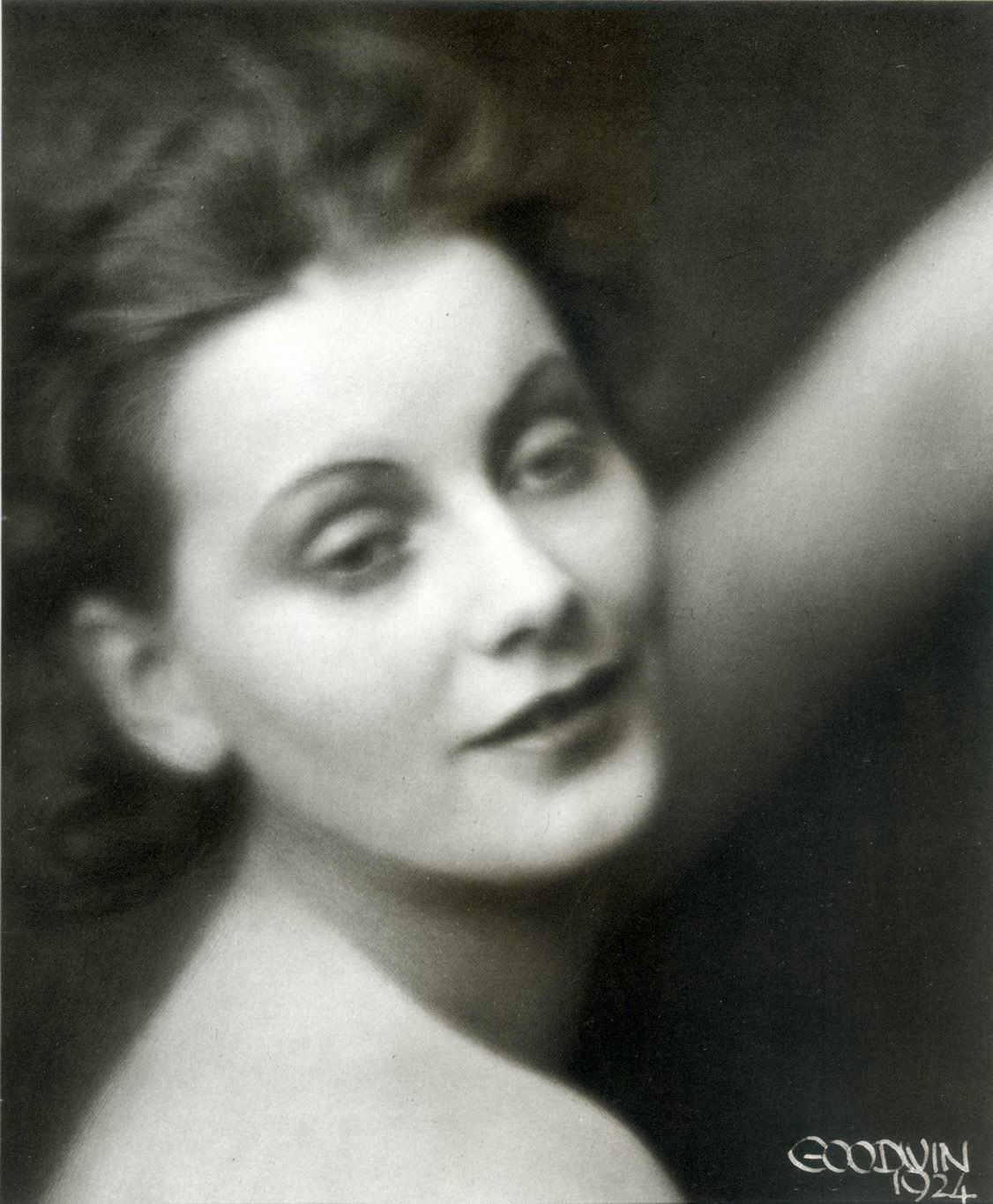
Greta Garbo (1905–1990)

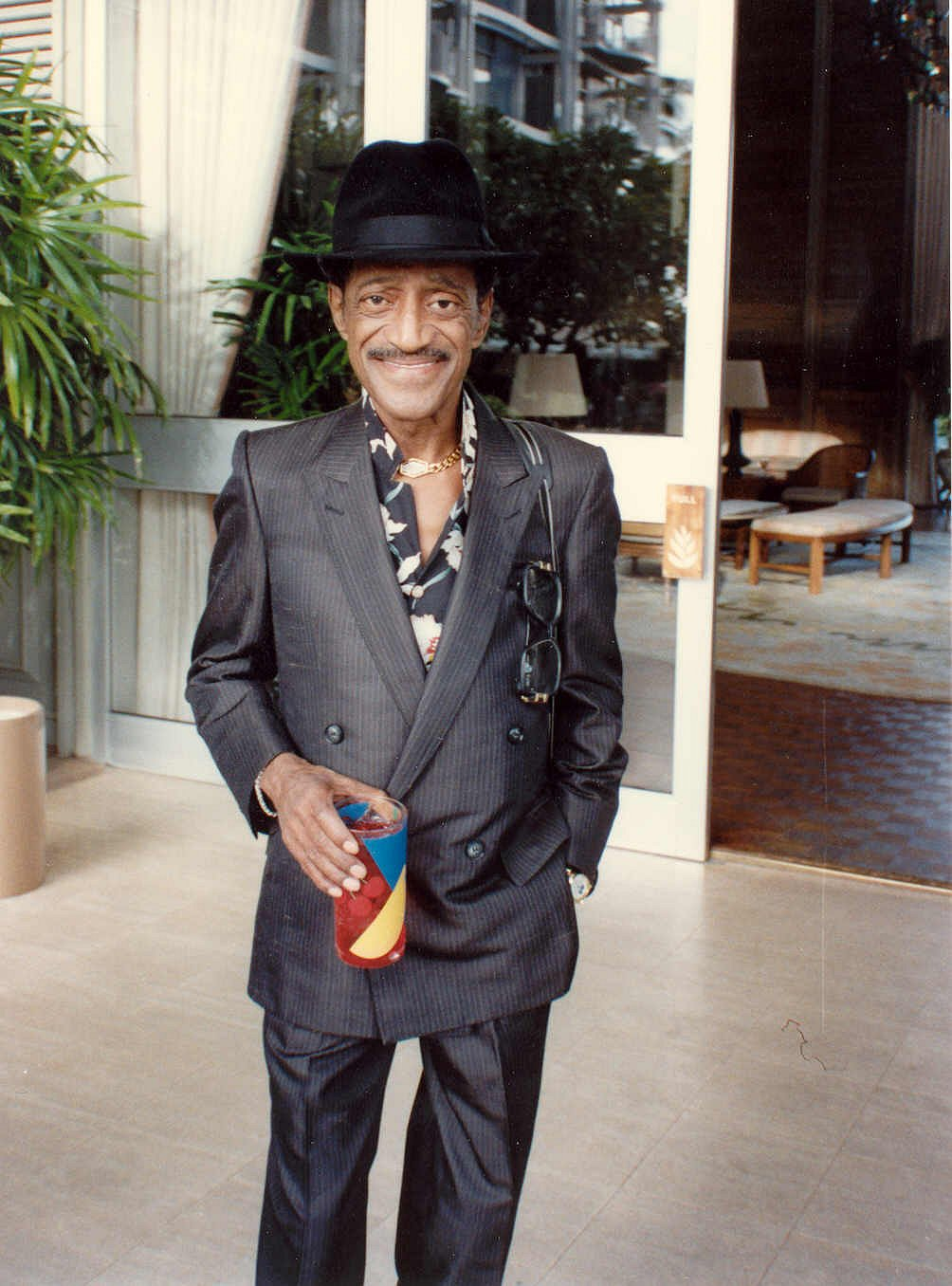
Sammy Davis Jr. (1925–1990)

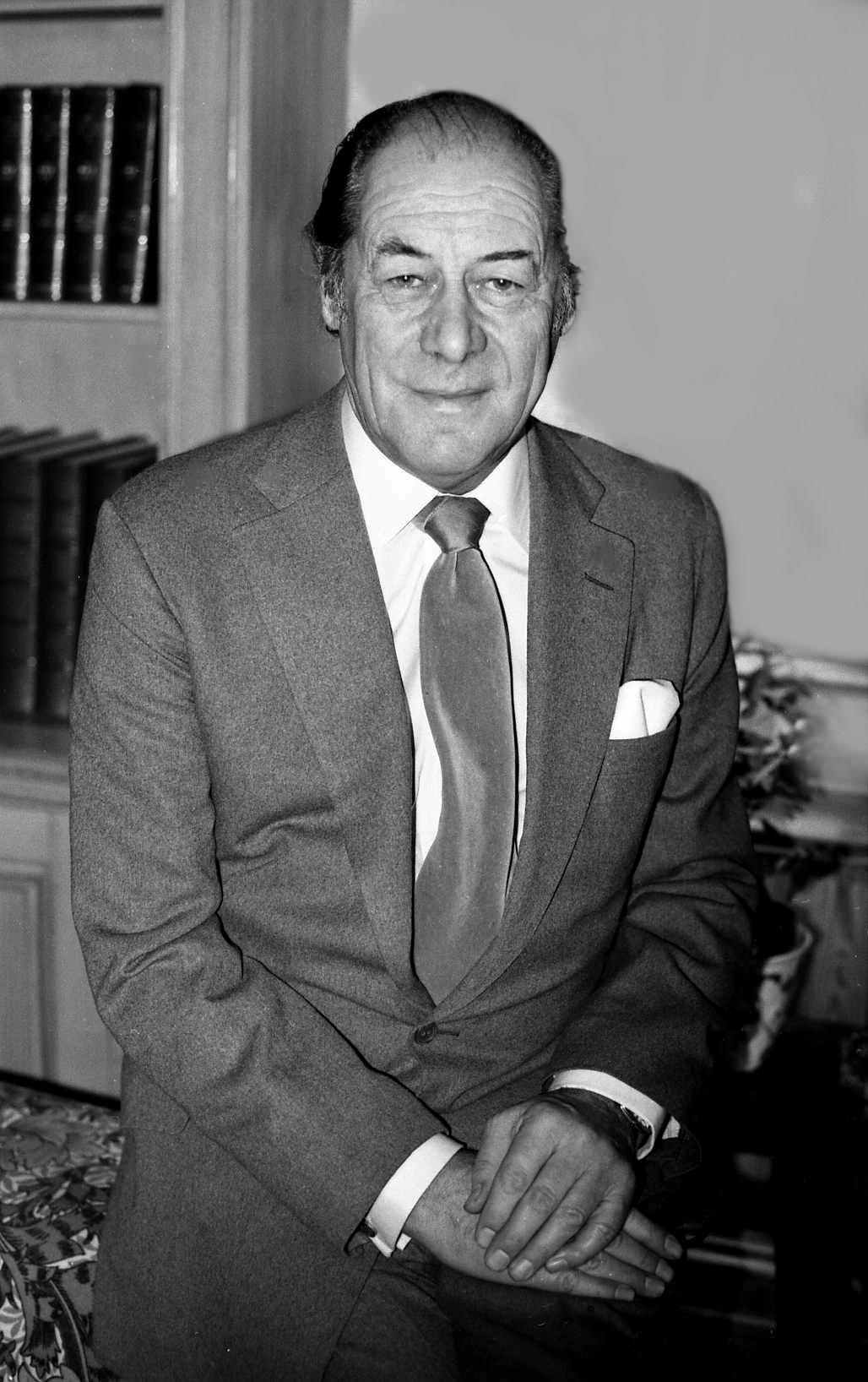
Rex Harrison (1908–1990)

- 02. April: Aldo Fabrizi, italienischer Schauspieler (* 1905)
- 15. April: Greta Garbo, schwedische Schauspielerin (* 1905)
- 18. April: Frédéric Rossif, französischer Regisseur, Drehbuchautor und Dokumentarfilmer (* 1922)
- 22. April: Albert Salmi, US-amerikanischer Schauspieler (* 1928)

Mai
- 06. Mai: Charles Farrell, US-amerikanischer Schauspieler (* 1901)
- 10. Mai: Susan Oliver, US-amerikanische Schauspielerin (* 1932)
- 11. Mai: Heidemarie Hatheyer, österreichische Schauspielerin (* 1918)
- 16. Mai: Sammy Davis Jr., US-amerikanischer Schauspieler und Sänger (* 1925)
- 17. Mai: Carlos Riquelme, mexikanischer Schauspieler (* 1914)
- 18. Mai: Jill Ireland, britische Schauspielerin (* 1936)
- 21. Mai: Franklyn Seales, US-amerikanischer Schauspieler (* 1952)

Juni
- 01. Juni: Ernst Wilhelm Borchert, deutscher Schauspieler (* 1907)
- 01. Juni: Eric Barker, britischer Schauspieler (* 1912)
- 02. Juni: Jack Gilford, US-amerikanischer Schauspieler (* 1907)
- 02. Juni: Rex Harrison, britischer Schauspieler (* 1908)
- 03. Juni: Tom Brown, US-amerikanischer Schauspieler (* 1913)
- 03. Juni: Aino Taube, schwedische Schauspielerin (* 1912)
- 16. Juni: Ruedi Walter, schweizerischer Schauspieler (* 1916)
- 20. Juni: Ina Balin, US-amerikanische Schauspielerin (* 1937)
- 21. Juni: Lucy Millowitsch, deutsche Schauspielerin und Theaterleiterin (* 1905)

### Juli bis September
Juli
- 11. Juli: Sun Yu, chinesischer Regisseur (* 1900)
- 14. Juli: Walter Sedlmayr, deutscher Schauspieler (* 1926)
- 15. Juli: Margaret Lockwood, britische Schauspielerin (* 1911)
- 19. Juli: Eddie Quillan, US-amerikanischer Schauspieler (* 1907)
- 21. Juli: Sergei Paradschanow, armenischer Regisseur (* 1924)
- 21. Juli: Sacha Pitoëff, französischer Schauspieler (* 1920)
- 27. Juli: Elizabeth Allan, britische Schauspielerin (* 1908)
- 28. Juli: Jill Esmond, britische Schauspielerin (* 1908)
- 31. Juli: Fernando Sancho, spanischer Schauspieler (* 1916)

August
- 03. August: Betty Amann, deutsch-amerikanische Schauspielerin (* 1907)
- 12. August: Dorothy Mackaill, US-amerikanische Schauspielerin (* 1903)
- 17. August: Maria Paudler, deutsche Schauspielerin (* 1903)
- 27. August: Pearl Bailey, US-amerikanische Schauspielerin (* 1918)
- 27. August: Raymond St. Jacques, amerikanischer Schauspieler (* 1930)

September
- 04. September: Irene Dunne, US-amerikanische Schauspielerin (* 1898)
- 09. September: Jack Hildyard, britischer Kameramann (* 1908)

### Oktober bis Dezember
Oktober

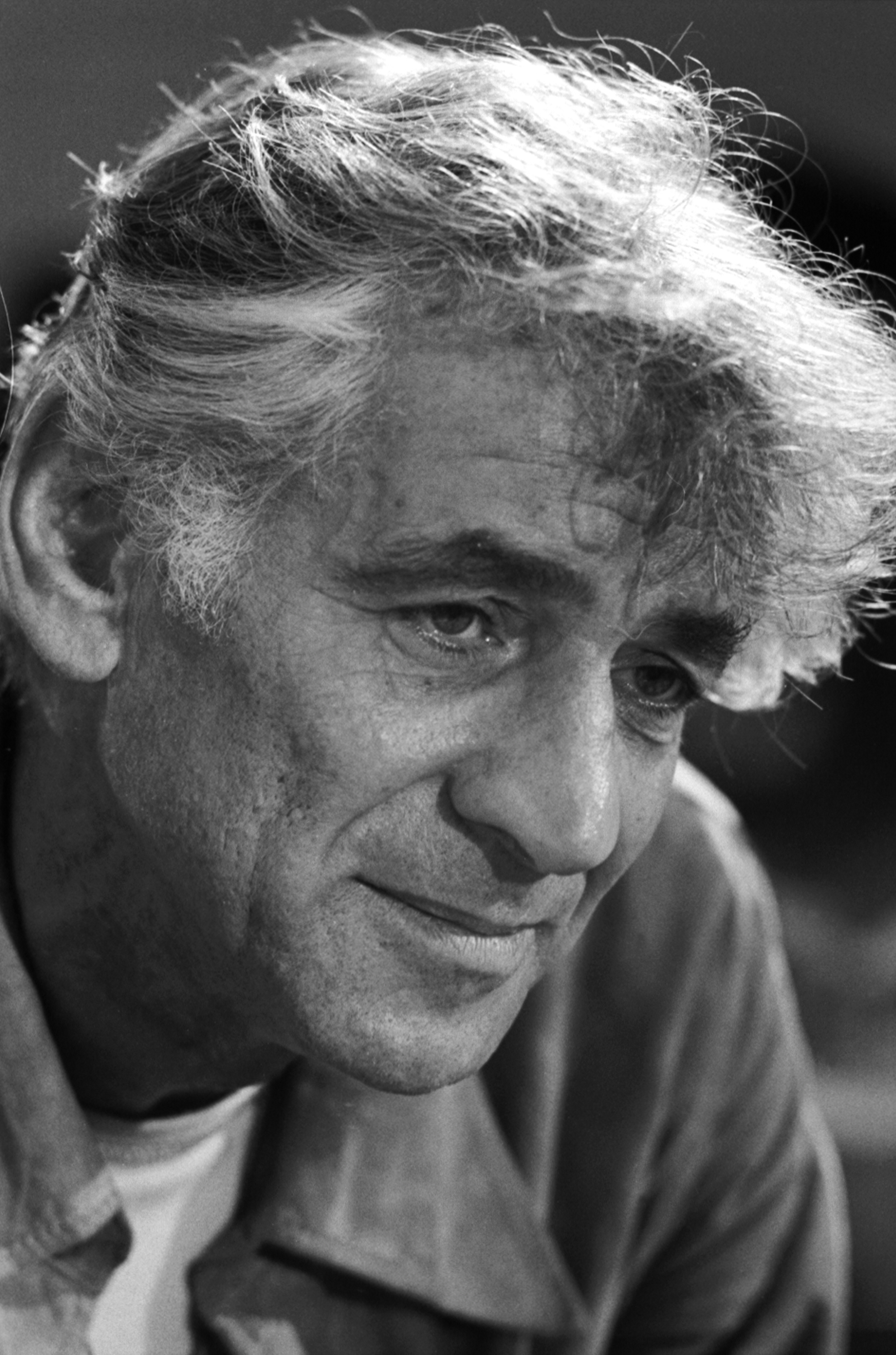
Leonard Bernstein (1918–1990)

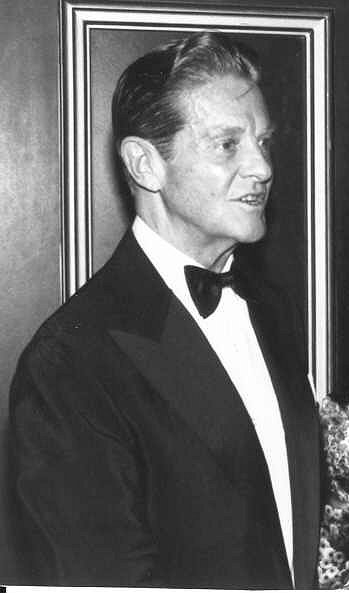
Robert Cummings (1908–1990)

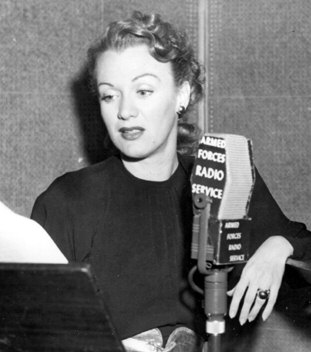
Eve Arden (1909–1990)

- 10. Oktober: Carlos Thompson, deutschstämmiger Argentinier, Schauspieler und Schriftsteller (* 1923)
- 14. Oktober: Leonard Bernstein, US-amerikanischer Komponist (* 1918)
- 15. Oktober: Delphine Seyrig, französische Schauspielerin (* 1932)
- 20. Oktober: Joel McCrea, US-amerikanischer Schauspieler (* 1905)
- 25. Oktober: Werner Bergmann, deutscher Kameramann (* 1921)
- 27. Oktober: Jacques Demy, französischer Regisseur (* 1931)
- 27. Oktober: Ugo Tognazzi, italienischer Schauspieler (* 1922)
- 29. Oktober: Volker von Collande, deutscher Schauspieler und Regisseur (* 1913)
- 30. Oktober: V. Shantaram, indischer Regisseur (* 1901)

November
- 02. November: William Travilla, US-amerikanischer Kostümbildner (* 1920)
- 03. November: Mary Martin, US-amerikanische Schauspielerin (* 1913)
- 03. November: Sashadhar Mukerji, indischer Filmproduzent (* 1909)
- 07. November: Josephine Wilson, britische Schauspielerin (* 1904)
- 12. November: Eve Arden, US-amerikanische Schauspielerin (* 1909)
- 15. November: Ettore Giannini, italienischer Schauspieler, Drehbuch- und Dialogautor (* 1912)
- 16. November: Pierre Braunberger, französischer Produzent (* 1905)
- 18. November: Wolfgang Büttner, deutscher Schauspieler (* 1912)
- 24. November: Helga Feddersen, deutsche Schauspielerin (* 1930)
- 24. November: Arnold Marquis, deutscher Schauspieler und Synchronsprecher (* 1921)

Dezember
- 01. Dezember: Sergio Corbucci, italienischer Regisseur (* 1927)
- 01. Dezember: Pierre Dux, französischer Schauspieler  (* 1908)
- 02. Dezember: Robert Cummings, US-amerikanischer Schauspieler (* 1908)
- 02. Dezember: Paul Hoffmann, deutscher Schauspieler (* 1902)
- 04. Dezember: Edward Binns, US-amerikanischer Schauspieler (* 1916)
- 07. Dezember: Joan Bennett, US-amerikanische Schauspielerin (* 1910)
- 07. Dezember: Oscar Millard, US-amerikanischer Drehbuchautor und Schriftsteller (* 1908)
- 08. Dezember: Martin Ritt, US-amerikanischer Regisseur (* 1914)
- 18. Dezember: Anne Revere, US-amerikanische Schauspielerin (* 1903)
- 27. Dezember: Helene Stanley, US-amerikanische Schauspielerin (* 1929)
- 30. Dezember: Manfred Tümmler, deutscher Synchronsprecher und Schauspieler (* 1936)

### Tag unbekannt
- Pietro Tordi, italienischer Schauspieler (* 1906)